# بيريوزوفيي (كراسنودار)
بيريوزوفيي (بالروسية: Берёзовый) هي مدينة في مقاطعة كراسنودار كراي في روسيا. يبلغ عدد سكانها حوالي 6284 نسمة.